# Julius Brink
Pour les articles homonymes, voir Brink (homonymie).
Julius Brink, né le 6 juillet 1982 à Münster (Allemagne), est un joueur de beach-volley allemand, désormais retraité
Avec son compatriote Jonas Reckermann, il remporte le Titre olympique  aux Jeux olympiques d'été de 2012 à Londres. Les deux joueurs ont été le premier, et à ce jour, le seul duo européen à remporter la Médaille d'or olympique. En outre, ils ont également été la première équipe européenne à remporter le titre de Champion du Monde.

## Carrière

### Les débuts
Julius Brink commence sa carrière professionnelle à l'âge de 18 ans, en 2000. Il s'associe avec Markus Dieckmann puis avec Rüdiger Strosik entre 2000 et 2001.
À partir de 2002, il s'associe avec Kjell "Kelli" Schneider.  Ils obtiennent en 2005 la Médaille de Bronze à domicile aux Championnats du Monde de Berlin. Ils remportent peu après cette même année le Tournoi Open d'Espinho (Portugal). Le duo se sépare à la fin de l'année 2005.

### Le partenariat avec Dieckmann
Brink s'associe alors avec un autre Dieckmann, Christoph, entre 2006 et 2008. Ils remportent les Tournois Open d'Espinho (Portugal) et de Vitoria (Brésil) en 2006, et le Tournoi Open de Barcelone (Espagne) en 2008.

### La consécration avec Reckermann

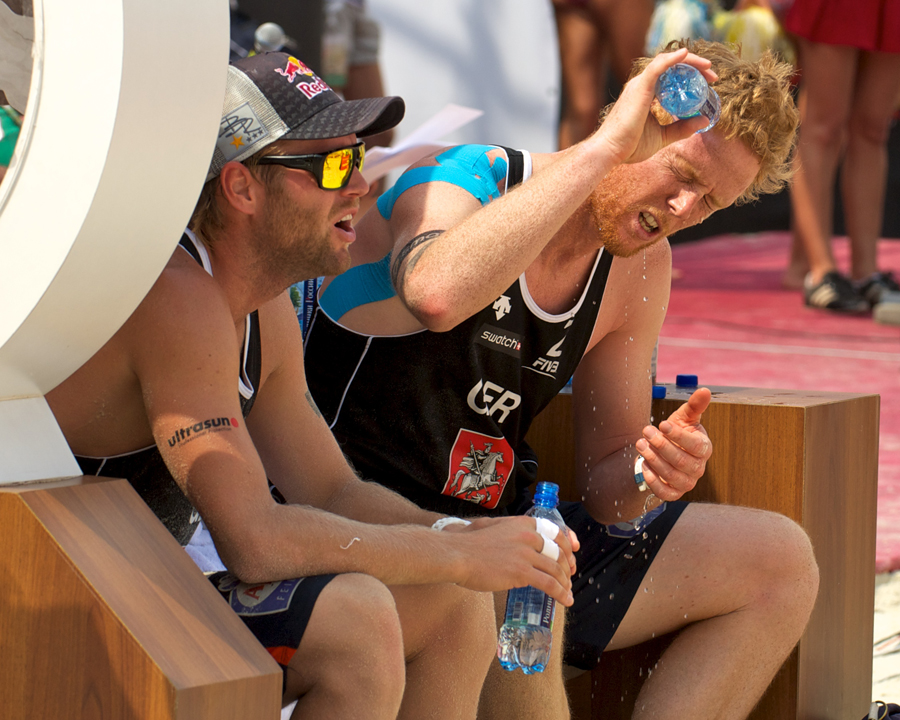
Julius Brink (g) avec Jonas Reckermann, 2012

À partir de 2009, Brink s'associe avec Jonas Reckermann. En compagnie de son nouveau partenaire, il remporte plusieurs tournois, Open et Grand Chelems. Le duo devient Champion du Monde à Stavanger (Norvège) en 2009, et Champion olympique à Londres en 2012.
Après ce dernier succès, Reckermann choisit de prendre sa retraite, et Julius Brink ne participe à aucune autre épreuve pour la fin d'année 2012.

### Une fin de carrière compliquée
À la recherche d'un nouveau partenaire, Brink s'associe à partir de 2013 avec le jeune Sebastian Fuchs. Le duo ne participe qu'à quatre épreuves en 2013, Brink n'étant pas épargné par les blessures.
Prenant le monde du beach-volley par surprise, il quitte Fuchs fin 2013 pour s'associer avec le jeune espoir allemand Armin Dollinger et prépare alors la saison 2014. Voyant cependant son rêve de défendre son titre pour les Jeux olympiques de Rio en 2016 impossible à tenir en raison de problèmes de santé chroniques, Julius Brink annonce sa retraite sportive le 30 mai 2014.

## Palmarès

### Jeux olympiques d'été
- Médaille d'or, avec Jonas Reckermann, aux Jeux olympiques de 2012 à Londres
- Participation aux Jeux olympiques de 2008 à Pékin

### Championnats du Monde de beach-volley
- Médaille de bronze aux Championnats du monde FIVB 2011 à Rome, (Italie)
- Médaille d'or aux Championnats du monde FIVB 2009 à Stavanger
- Médaille de bronze aux Championnats du monde FIVB 2005 à Berlin, (Allemagne)

### FIVB Beach Volley World Tour
- Vainqueur en 2009 avec Jonas Reckermann

### Championnats d'Europe de beach-volley
- Médaille d'or en 2012 à Schéveningue, (Pays-Bas)
- Médaille d'or en 2011 à Kristiansand, (Norvège)
- Médaille d'or en 2006 à La Haye, (Pays-Bas)

## Vie privée
Julius Brink est le fils du Dr Klaus Brink (spécialité : chimie) et de Ruth Brink, infirmière. Il a deux frères, Benjamin et Florian.